# Rally Comunidad de Madrid de 2019
El Rally Comunidad de Madrid de 2019 fue la décima edición y la undécima y última ronda de la temporada 2019 del Campeonato de España de Rally y la octava del Súper Campeonato de España de Rally. Se celebró del 22 al 23 de noviembre y contó con un itinerario de ocho tramos que sumaban un total de 128,68 km cronometrados. Como novedad el recorrido se realizó íntegramente en la Comunidad de Madrid, sin visitar la provincia de Ávila como otros años y dividido en dos etapas, una primera en la sierra de Guadarrama y la otra en el Circuito del Jarama. La ceremonia de salida se realizó en la Puerta Grande de la Plaza de Toros de Las Ventas.
En esta prueba debutó el Peugeot 208 Rally 4, vehículo que sucede a la versión R2 del modelo francés y que fue pilotado por el español Efrén Llarena. También fue el regreso al campeonato de España de Cristian García Martínez tras una temporada sin competir, que pilotó un VW Polo GTI R5.
Mientras que el campeonato de asfalto ya estaba decidido en favor de Pepe López, el Súper Campeonato de España de Rally (S-CER) estaba por decidir entre Pepe López y Xavi Pons. Iván Ares fue el ganador de la prueba, posición que le otorgó el subcampeonato del nacional de asfalto mientras que López que fue segundo de la general, se llevó la victoria en el S-CER proclamándose de esta manera en el primer campeón del estrenado campeonato. Xavi Pons fue tercero de la general y segundo en el S-CER. 

## Itinerario
| Día   | Tramo    | Nombre              | Distancia | Hora            | Ganador    | Tiempo  | Líder           |
| Día 1 |          |                     |           |                 |            |         |                 |
| ----- | -------- | ------------------- | --------- | --------------- | ---------- | ------- | --------------- |
| Día 1 | TC1      | Puerto de la Puebla | 15,88 km  | 12:00           | Xavi Pons  | 8:22.4  | Xavi Pons       |
| Día 1 | TC2      | El Berrueco         | 10,56 km  | 13:00           | Iván Ares  | 5:12.2  | Surhayen Pernía |
| Día 1 | TC3      | Puerto de la Puebla | 15,88 km  | 16:01           | Iván Ares  | 8:07.4  | Iván Ares       |
| Día 1 | TC4      | El Berrueco         | 10,56 km  | 17:01           | Xavi Pons  | 5:09.6  | Iván Ares       |
| Día 1 | TC5      | Jarama 1            | 18,52 km  | 18:05           | Pepe López | 11:08.3 | Iván Ares       |
| Día 2 |          |                     |           |                 |            |         | Iván Ares       |
| TC6   | Jarama 2 | 19,15 km            | 09:00     | Surhayen Pernía | 11:05.6    |         | Iván Ares       |
| TC7   | Jarama 3 | 19,22 km            | 11:00     | Pepe López      | 11:33.5    |         | Iván Ares       |
| TC8   | Jarama 4 | 18,90 km            | 13:15     | Pepe López      | 11:13.5    |         | Iván Ares       |

## Clasificación final
| Pos.                      | Piloto                   | Copiloto              | Automóvil             | Tiempo         | Diferencia     |                |                |
| General / CERA            | General / CERA           | General / CERA        | General / CERA        | General / CERA | General / CERA | General / CERA | General / CERA |
| ------------------------- | ------------------------ | --------------------- | --------------------- | -------------- | -------------- | -------------- | -------------- |
| 1.                        | Iván Ares                | David Vázquez         | Hyundai i20 R5        | 1:12:24.6      | 0.0            |                |                |
| 2.                        | Pepe López               | Borja Rozada          | Citroën C3 R5         | 1:12:29.7      | +5.1           |                |                |
| 3.                        | Xavi Pons                | Rodrigo Sanjuan       | Škoda Fabia R5        | 1:12:59.0      | +34.4          |                |                |
| 4.                        | Surhayen Pernía          | Alba Sánchez          | Hyundai i20 R5        | 1:13:12.4      | +47.8          |                |                |
| 5.                        | Cristian García Martínez | Mario González Tomé   | VW Polo GTI R5        | 1:13:24.8      | +1:00.2        |                |                |
| 6.                        | José María Reyes         | Diego Sanjuan         | Ford Fiesta R5        | 1:14:01.7      | +1:37.1        |                |                |
| 7.                        | Álvaro Lobera            | Borja Odriozola       | Hyundai i20 R5        | 1:14:55.2      | +2:30.6        |                |                |
| 8.                        | Fernando Compairé        | Helena Carrasco       | Ford Fiesta N5        | 1:16:14.9      | +3:50.3        |                |                |
| 9.                        | Joan Vinyes              | Jordi Mercader        | Suzuki Swift Sport R+ | 1:16:29.3      | +4:04.7        |                |                |
| 10.                       | Jorge Cagiao             | María Blanco          | Nissan Micra N5       | 1:16:56.6      | +4:32.0        |                |                |
| S-CER                     |                          |                       |                       |                |                |                |                |
| 1. (2.)                   | Pepe López               | Borja Rozada          | Citroën C3 R5         | 1:12:29.7      | 0.0            |                |                |
| 2. (3.)                   | Xavi Pons                | Rodrigo Sanjuan       | Škoda Fabia R5        | 1:12:59.0      | +29.3          |                |                |
| 3. (4.)                   | Surhayen Pernía          | Alba Sánchez          | Hyundai i20 R5        | 1:13:12.4      | +42.7          |                |                |
| Copa Suzuki Swift         |                          |                       |                       |                |                |                |                |
| 1. (28.)                  | Óscar Sarabia            | Juan A. Dertiano      | Suzuki Swift Sport    | 1:23:48.4      | 0.0            |                |                |
| 2. (29.)                  | David Cortés             | Óliver David González | Suzuki Swift Sport    | 1:24:05.7      | +17.3          |                |                |
| 3. (30.)                  | Miguel García Gutiérrez  | Laura Salvo           | Suzuki Swift Sport    | 1:24:17.7      | +29.3          |                |                |
| Beca Júnior R2            |                          |                       |                       |                |                |                |                |
| 1. (20.)                  | Sergi Francolí           | María Salvo           | Peugeot 208 R2        | 1:19:03.7      | 0.0            |                |                |
| 2. (23.)                  | Josep Bassas Mas         | Manel Muñoz           | Peugeot 208 R2        | 1:19:18.4      | +14.7          |                |                |
| 3. (27.)                  | Óscar Palomo             | Javier Martínez       | Peugeot 208 R2        | 1:22:28.6      | +3:24.9        |                |                |
| Copa Kobe Motor           |                          |                       |                       |                |                |                |                |
| 1. (49.)                  | Unai García              | Eguzkiñe Enríquez     | Toyota Aygo           | 1:36:05.4      | 0.0            |                |                |
| 2. (50.)                  | Alejandro Martín         | Kevin Peñate          | Toyota Aygo           | 1:36:18.0      | +12.6          |                |                |
| 3. (51.)                  | Sergio López             | Sergio Gallego        | Toyota Aygo           | 1:36:32.6      | +27.2          |                |                |
| Peugeot Rally Cup Ibérica |                          |                       |                       |                |                |                |                |
| 1. (14.)                  | Daniel Berdomás          | David Rivero          | Peugeot 208 R2        | 1:18:14.1      | 0.0            |                |                |
| 2. (15.)                  | Pedro Antunes            | Paulo Lopes           | Peugeot 208 R2        | 1:18:15.3      | +1.2           |                |                |
| 3. (19.)                  | Carlos Fernandes         | Valter Cardoso        | Peugeot 208 R2        | 1:19:03.1      | +49.0          |                |                |